# Saison 1 de Hell on Wheels
Chronologie
Saison 2
Cet article présente la première saison de la série télévisée américaine Hell on Wheels : L'Enfer de l'ouest (Hell on Wheels).

## Généralités
- Aux États-Unis, la saison a été diffusée du 6 novembre 2011 au 15 janvier 2012 sur AMC.
- En France, la saison a été diffusée sur OCS Max et sur D8 à partir du 26 juin 2013.

## Synopsis
En 1865, après la fin de la guerre de Sécession Cullen Bohannon, un ancien officier confédéré, cherche à se venger des soldats de l'Union qui ont assassiné sa femme. Sa quête l'emmène à l'ouest, au sein de la colonie itinérante appelée «Hell on Wheels» dans le Nebraska, qui suit la construction du premier chemin de fer transcontinental aux États-Unis. Toutefois, les choses se compliquent quand une tribu cheyenne attaque la construction ferroviaire, afin de prévenir l'invasion de leur terre.

## Distribution de la saison

### Acteurs principaux
- Anson Mount : Cullen Bohannon
- Colm Meaney : Thomas « Doc » Durant
- Common : Elam Ferguson
- Dominique McElligott : Lily Bell
- Tom Noonan : le révérend Cole
- Eddie Spears : Joseph Black Moon
- Ben Esler : Sean McGinnes
- Phil Burke : Mickey McGinnes

### Acteurs récurrents
- Christopher Heyerdahl : Thor Gundersen « le Suédois »
- Robin McLeavy : Eva
- Kasha Kropinski : Ruth, la fille du révérend Cole
- April Telek : Nell
- James D. Hopkins : sénateur Jordan Crane
- Duncan Ollerenshaw : M. Toole
- Wes Studi : Many Horses, chef d'une bande de Cheyennes du Nord, père de Black Moon et Pawnee Killer

## Liste des épisodes

### Épisode 1:Kilomètre zéro
- États-Unis : 6 novembre 2011 sur AMC
- France : 15 mai 2012 sur OCS Max[1]

- Ted Levine (contremaître Daniel Johnson)

En 1865, alors que la guerre de Sécession vient tout juste de se terminer, Cullen Bohannon, ancien soldat de la Confédération rejoint le chantier d'édification de la première ligne de chemin de fer transcontinentale des États-Unis, mené par la Union Pacific Railroad et supervisé par le cupide homme d'affaires Thomas Durant. Tout en cherchant à venger la mort tragique de son épouse, tuée par des soldats de l'Union, il est embauché par Daniel Johnson, contremaître chargé du maintien de l'ordre. Cullen y rencontre Elam Ferguson, ancien esclave affranchi.
Cependant, des indiens Cheyenne attaquent le campement afin de défendre leurs terres, entraînant la mort du cartographe Robert Bell, qui étudiait le terrain de construction du chemin de fer. Sa femme, Lily, qui avait refusé de rentrer à Chicago à cause de la maladie de son époux (atteint de tuberculose), s'en sort de justesse mais est contrainte de fuir. Pendant ce temps, le révérend Cole baptise Joseph Black Moon, Cheyenne ayant tourné le dos à sa tribu, dans le Missouri.

### Épisode 2:Nouveau contremaître
- États-Unis : 13 novembre 2011 sur AMC
- France : 15 mai 2012 sur OCS Max[1]

Cullen est interrogé par "le Suédois", homme de loi persuadé qu'il a tué Johnson. Emprisonné, il finit par s'échapper. Thomas Durant, lui, demande à son photographe de dramatiser l'attaque indienne sur le camp afin de faire pencher l'opinion publique en leur faveur. Finalement, Cullen se rend chez Durant pour plaider sa cause. Ce dernier accepte de le nommer contremaître, place occupée précédemment par Johnson, et d'annuler sa pendaison prévue.

### Épisode 3:Le poids des origines
- États-Unis : 20 novembre 2011 sur AMC
- France : 22 mai 2012 sur OCS Max

Cullen apprend le nom d'un des hommes responsables de la mort de sa femme. Il s'apprête à passer à l'acte lorsqu'il rencontre Lily et Black Moon. Ce dernier s'interroge sur les actes violents de son ancienne tribu, y compris de son propre frère, tandis qu'un des hommes du chantier reproche à Elam de ne pas accomplir tout le travail demandé. 

### Épisode 4:Jamais je ne t'oublierai
- États-Unis : 27 novembre 2011 sur AMC
- France : 22 mai 2012 sur OCS Max

Alors que Cullen recherche un certain sergent Harper, l'un des meurtriers de sa femme, Lily Bell, sauvée par Black Moon, rejoint Hell on Wheels et y rencontre Durant, employeur de feu son époux. Très vite, son caractère arrogant et vénal s'impose à la jeune femme. 

### Épisode 5:Du pain et des jeux
- États-Unis : 4 décembre 2011 sur AMC
- France : 29 mai 2012 sur OCS Max

Le révérand Cole et Black Moon se rendent en territoire indien afin de mettre en place un dialogue plus pacifique, mais les négociations s'avèrent extrêmement compliquées. 

### Épisode 6:Négociation de paix
- États-Unis : 11 décembre 2011 sur AMC
- France : 29 mai 2012 sur OCS Max

Le sénateur de l'Illinois, Jordan Crane, arrive finalement à Hell on Wheels dans le but de négocier un accord de paix avec les Cheyennes. Mais, les discussions s'envenimant, Durant propose alors au frère de Black Moon, Pawnee Killer, qui aurait eu une vision, de défier sa locomotive dans une course. Lorsque la locomotive gagne, les Cheyennes, humiliés, quittent le camp sans avoir signé de paix. 

### Épisode 7:Tel est pris…
- États-Unis : 18 décembre 2011 sur AMC
- France : 5 juin 2012 sur OCS Max

Lily et Durant se rendent tous deux à Chicago en train, mais pour des raisons différentes : lui veut discuter plus longuement du chantier du chemin de fer avec Crane, elle cherche à rencontrer la famille de son défunt mari. 
A Hell on Wheels, Elam, attaqué par un groupe d'Irlandais du camp, échappe de peu à la mort grâce à l'intervention de Cullen.
Ils s'enfuient précipitamment du camp, pourchassés par les hommes du Suédois et les Irlandais menés par Toole, l'alter-ego d'Elam pour les Irlandais.

### Épisode 8:Déraillement
- États-Unis : 1er janvier 2012 sur AMC
- France : 5 juin 2012 sur OCS Max

Alors que Lily et Durant rentrent de Chicago, des membres de la tribu Cheyenne font dérailler un train en signe de protestation contre le chemin de fer. Durant, fou de rage, ordonne à Cullen de mener la répression contre les responsables. Mais celui-ci doit d'abord régler ses ennuis avec le Suédois. Finalement, Durant fait appel à la cavalerie, et au lieutenant Griggs, pour mener une expédition au camp des Cheyennes. Et c'est Black Moon qui sera chargé de les conduire jusqu'à eux.
Lily annonce à Durant qu'elle ne souhaite plus rester avec lui dans le wagon qu'il occupe, mais s'installer dans la tente qu'elle partageait avec son défunt mari, Robert. Elle fait la rencontre d'Éva, la prostituée amie d'Elam, qui lui apprend que les indiens Yavapais ont tué toute sa famille mais l'ont épargnée car elle était atteinte de varicelle.
Cullen découvre que Black Moon perd volontairement les hommes dans la forêt au lieu de les amener directement au camp. Lorsqu'il l'apprend, Griggs l'accuse d'être un traître. Cullen comprend que Black Moon a agi ainsi afin de permettre à sa tribu de s'enfuir. 

### Épisode 9:Vengeance
- États-Unis : 8 janvier 2012 sur AMC
- France : 12 juin 2012 sur OCS Max

La petite troupe commandée par le lieutenant Griggs est attaquée par les guerriers de Pawnee Killer. L'escarmouche est rapide et brutale, Cullen, Elam et Black Moon combattent bravement, ce dernier empêchant même son frère Pawnee Killer de tuer Griggs blessé. Pawnee Killer, son attaque repoussée, s'enfuit à pied, poursuivi par son frère qui le rattrape et le tue.
Griggs doit renoncer à poursuivre les Cheyennes survivants et suggère aux civils de ramener à Durant des preuves du succès de leur expédition punitive. Cullen répugne absolument à scalper les cadavres des Cheyennes, mais Elam, soutenu par Black Moon, s'exécute.
Il obtient de Durant $20 par scalp, et surtout sa considération, l'ingénieur en chef comptant désormais sur Elam comme exécuteur de basses œuvres.
Black Moon organise les funérailles rituelles de son frère Pawnee Killer tué de sa propre main. Son père Many Horses le rejoint, lui affirmant que de ses deux fils, il pleure davantage celui qui a rallié les Blancs que celui qui est mort.
Les frères McGinnes reprennent leur activité, cette fois-ci en projetant des diapositives pornographiques. Bien décidés à ne plus subir le racket du Suédois, ils cherchent à se réconcilier avec Cullen en lui proposant un contrat de $100 sur la tête du Suédois, offre déclinée par Cullen.
Elam et Eva discutent de l'avenir quand un revenant ensanglanté fait irruption : Toole, qui a miraculeusement survécu à la balle de .44 qu'Elam lui a tirée dans la bouche. Repentant, il le supplie de lui accorder son pardon ; Elam accepte à condition que les excuses soient adressées à Eva.
Durant découvre que le Suédois complote contre Cullen (il l'a dénoncé à l'agence Pinkerton, la célèbre police des chemins de fer).
Elam rejoint Cullen au saloon. Alors que la tension grandit parmi les consommateurs blancs, le Suédois fait irruption et demande à l'assistance de porter un toast aux deux vainqueurs des Cheyennes, ce qui apaise la tension. Mais Cullen prend aussitôt la parole pour enjoindre la compagnie à terminer le fameux tronçon de 40 miles dès le lendemain, afin de respecter les délais impartis par le gouvernement américain pour autoriser l'Union Pacific à poursuivre le chantier. Energiquement galvanisés par Cullen, les travailleurs de Hell on Wheels réussissent triomphalement leur pari. Dans l'euphorie qui suit, Lily trinque avec Cullen au saloon.
Jaloux, Durant prend alors Cullen à part pour lui conseiller de fuir en lui révélant l'arrivée des policiers de la Pinkerton.

### Épisode 10:Dieu du Chaos
- États-Unis : 15 janvier 2012 sur AMC
- France : 12 juin 2012 sur OCS Max